# Fischerhude

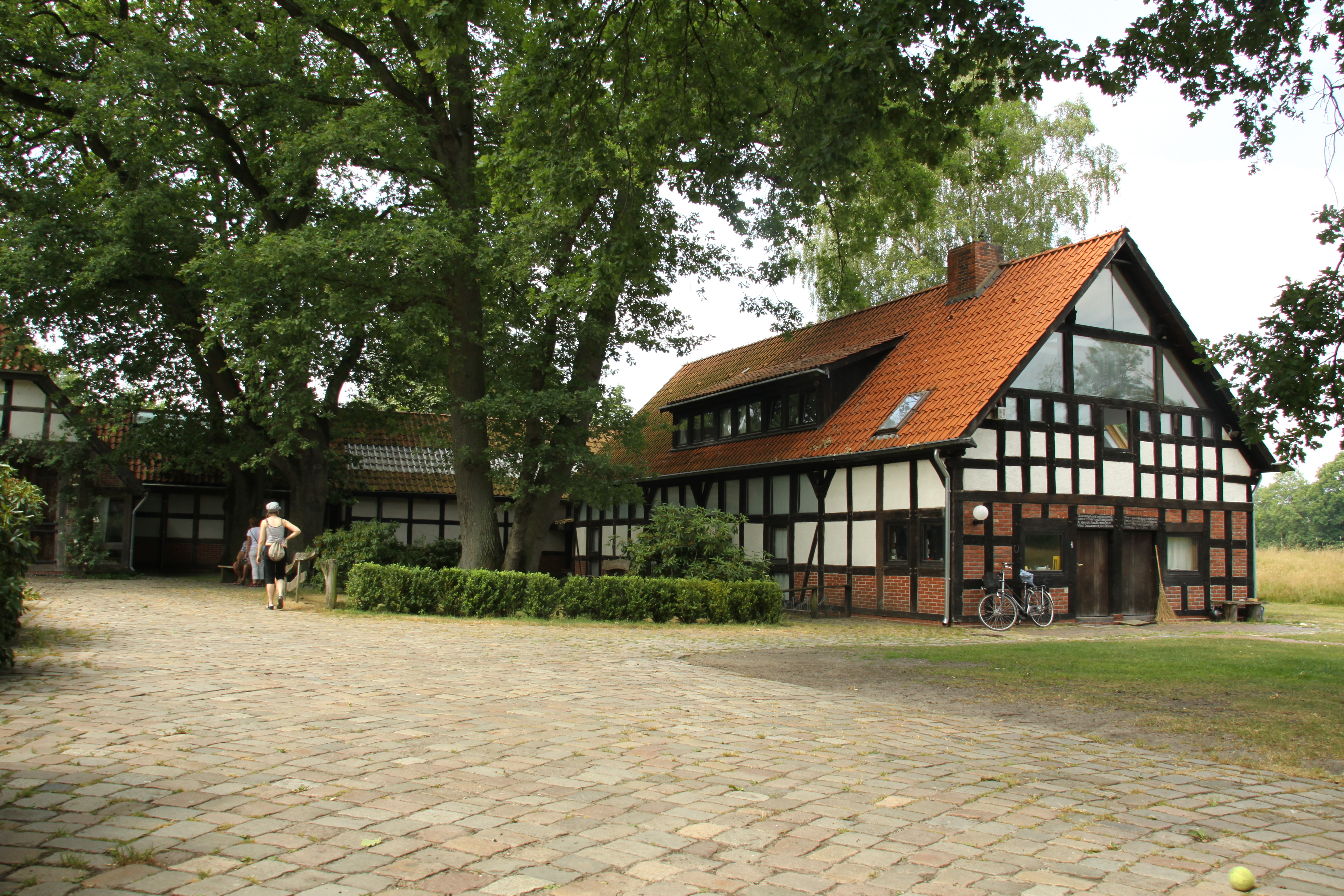
Otto-Modersohn-Museum

Fischerhude is een dorp in Duitsland, deelstaat Nedersaksen, Landkreis (district) Verden, gemeente Ottersberg.

## Ligging
Fischerhude ligt circa 20 kilometer ten oosten van de stad Bremen. De dichtstbijzijnde autosnelweg is de Autobahn A1, afslag 52 naar Oyten. Vandaar is het nog 9 kilometer over een klein weggetje. Het dorp ligt in een vlak, enigszins op Giethoorn lijkend veen- en rivierlandschap aan de Wümme, een hier in drie armen vertakt zijriviertje van de Hamme. De Hamme mondt dan circa 15 kilometer beneden Bremen weer uit in de Wezer.

## Kunstenaarskolonie

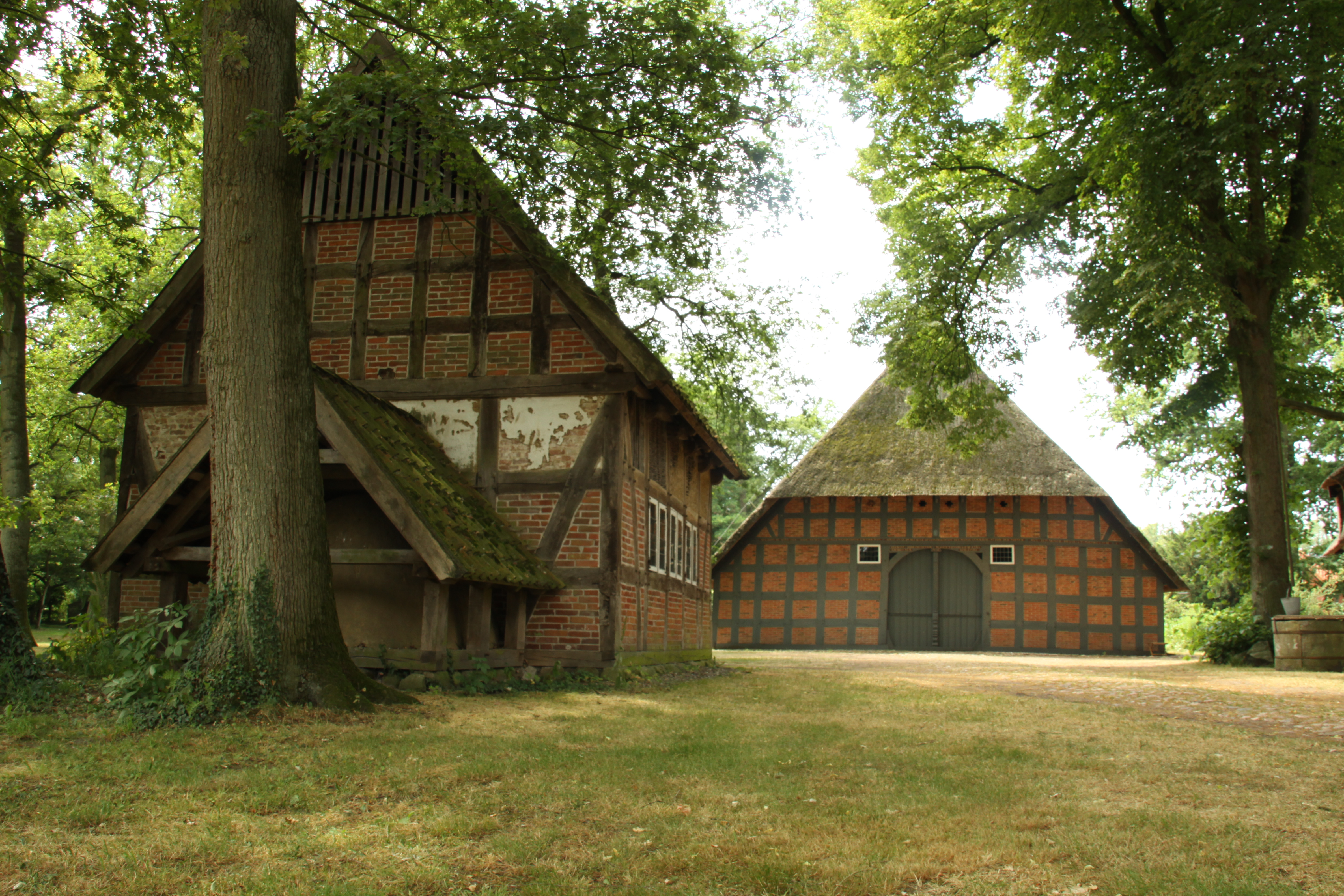
Schilderachtige boerderij bij Fischerhude

Evenals het nog geen 20 kilometer noordwestelijk gelegen Worpswede is Fischerhude een kunstenaarskolonie. Het dorp, dat al in 1143 bestond, heeft echter zijn agrarisch karakter beter bewaard, zo staat er een windmolen. Evenals in Worpswede zijn er galeries en enkele kleine musea.
In 1908 vestigde de eerste kunstenaar, de schilder Heinrich Breling, zich te Fischerhude. Daarna volgden onder andere Otto Modersohn, Brelings schoonzoon Jan Bontjes van Beek, en ook Clara Westhoff, de vrouw van de beroemde dichter Rainer Maria Rilke.
Het huis, waar Clara Westhoff na haar scheiding van Rilke woonde, ligt ten oosten van de dorpskern en herbergt sinds 1995 een café-restaurant. Het aan Otto Modersohn gewijde museum ligt aan dezelfde straat, nog iets verder oostelijk.
De landschapsschilderkunst overweegt. Vooral het landschap aan de rivier, met de weilanden die periodiek overstroomd werden, inspireerde velen tot door zowel het impressionisme als het expressionisme beïnvloed werk.